# Xanthostemon xerophilus
Xanthostemon xerophilus är en myrtenväxtart som beskrevs av Peter G.Wilson. Xanthostemon xerophilus ingår i släktet Xanthostemon och familjen myrtenväxter. Inga underarter finns listade i Catalogue of Life.